# 크레이븐 코티지
크레이븐 코티지(Craven Cottage)는 잉글랜드 런던의 풀럼에 위치한 축구 경기장이다. 현재 잉글랜드의 축구 클럽인 풀럼이 홈구장으로 사용하고 있다.

## 같이 보기
- 런던 브롱코스